# Al-Aqiser
Al-Aqiser (en árabe: الأقيص) es un sitio arqueológico en Ain Tamr cerca de Karbala en el país asiático de Irak con lo que se ha descrito como la más antigua iglesia cristiana oriental.
Hasta hace poco tiempo fue utilizada por los católicos caldeos.